# Sebastián de Ocampo
Sebastián de Ocampo (fl. XVI secolo) è stato un navigatore ed esploratore spagnolo.
Si crede che sia stato il primo navigatore a circumnavigare l'isola di Cuba, nel 1508, e che sia stato il primo europeo a scoprire il Golfo del Messico.

## Biografia
Sotto l'autorità del governatore di Hispaniola, Ocampo salpò costeggiando la riva settentrionale dell'isola ed attraversando il vecchio canale di Bahama, doppiano l'estremità occidentale di capo San Antonio. Il viaggio richiese otto mesi, navigando in senso contrario alla corrente del Golfo. Gli europei avevano già visitato Cuba al tempo del viaggio di Ocampo, ma questa circumnavigazione confermò il fatto che quella terra fosse un'isola, e non una penisola come si ipotizzava. Ocampo tornò ad Hispaniola portando la notizia. Prima di questo, e dopo la scoperta delle Antille da parte di Cristoforo Colombo, molte mappe raffiguravano quello che futuri esperti hanno riconosciuto come il Golfo del Messico, nonostante vi sia una discussione in atto sulla data di scoperta. Morì in età avanzata, in un anno non conosciuto.